# تيبور دومبي
تيبور دومبي (بالمجرية: Dombi Tibor)‏ (11 نوفمبر 1973 المجر - ) هو لاعب كرة قدم مجري، شارك في الألعاب الأولمبية الصيفية 1996.

## مسيرته الكروية
لعب تيبور دومبي خلال مسيرته الاحترافية مع 4 أندية في 25 موسمًا وسجل خلالها 36 هدفًا ضمن 547 مباراة. حيث فاز في 6 مواسم بالكأس و7 مواسم بالدوري.
خاض تيبور دومبي مسيرته مع نادي دبرتسني في موسم 1992–93 في المرة الأولى ليلعب معه ثمانية مواسم ثم في موسم 2002–03 ليلعب معه اثنا عشر موسمًا، مشاركًا طوالها في 467 مباراة سجل خلالها 33 هدفًا. ثم انتقل إلى نادي آينتراخت فرانكفورت في موسم 1999–00 لمدة موسم واحد، حيث شارك في 15 مباراة ولم يسجل أي هدف. لينتقل بعدها إلى نادي أوترخت في موسم 2000–01 ولمدة موسمين، مشاركًا في 26 مباراة سجل خلالها هدفين. ثم انتقل إلى نادي دبرتسني في موسم 2014–15 ولمدة موسمين، مشاركًا في 39 مباراة سجل خلالها هدفا وحيدًا.

## وصلات خارجية
تيبور دومبي على موقع الاتحاد الدولي (مؤرشف)  (الإنجليزية)
- تيبور دومبي على موقع الاتحاد الأوربي (الإنجليزية)
- تيبور دومبي على موقع قاعدة بيانات كرة القدم.إي يو (الإنجليزية)
- تيبور دومبي على موقع بيانات كرة القدم. دي إي (الألمانية)
- تيبور دومبي على موقع ناشيونال فوتبول تيمز (الإنجليزية)
- تيبور دومبي على موقع Soccerbase.com (لاعب) (الإنجليزية)
- تيبور دومبي على موقع Soccerway.com (الإنجليزية)
- تيبور دومبي على موقع أوليمبيديا (الإنجليزية)